# Jean-Marie-Théophile Desaincthorent
Pour les articles homonymes, voir Desaincthorent.
Jean-Marie-Théophile Desaincthorent, né le 7 juin 1820 à La Cellette (Creuse), mort le 23 mai 1881 à Guéret (Creuse), est un homme politique français.

## Biographie
Fils de Jean-Gabriel-Théophile Desaincthorent, petit-fils de François-Godefroy Desaincthorent, c'est un propriétaire terrien et le maire de La Cellette. Pendant la guerre franco-prussienne de 1870, il devient commandant du 1er bataillon des mobilisés de la Creuse. Élu le 8 février 1871, le 2e sur 5 avec 34 649 sur 50 111 votants et 80 083 inscrits, député de la Creuse à l'Assemblée nationale, il siège parmi les royalistes légitimistes. Inscrit au cercle des Réservoirs, il montre sa défiance à l'égard de Thiers en mai 1873, soutient le président Mac-Mahon et s'oppose aux lois constitutionnelles de 1875.
Conseiller général du canton de Boussac depuis le 8 octobre 1871, il est battu lors des élections législatives du 20 février 1876 dans l'arrondissement de Boussac avec seulement 501 voix contre 5641 au républicain Eugène Parry, qui l'emporte, et il abandonne la vie politique.

## Sources
- Ressources relatives à la vie publique :   - base Léonore
  - Base Sycomore
- Adolphe Robert, Gaston Cougny, Dictionnaire des parlementaires français de 1789 à 1889, Paris, Bourloton, 1889, tome 2, « p. 346 »(Archive.org • Wikiwix • Archive.is • Google • Que faire ?)